# Bristol Aeroplane Company

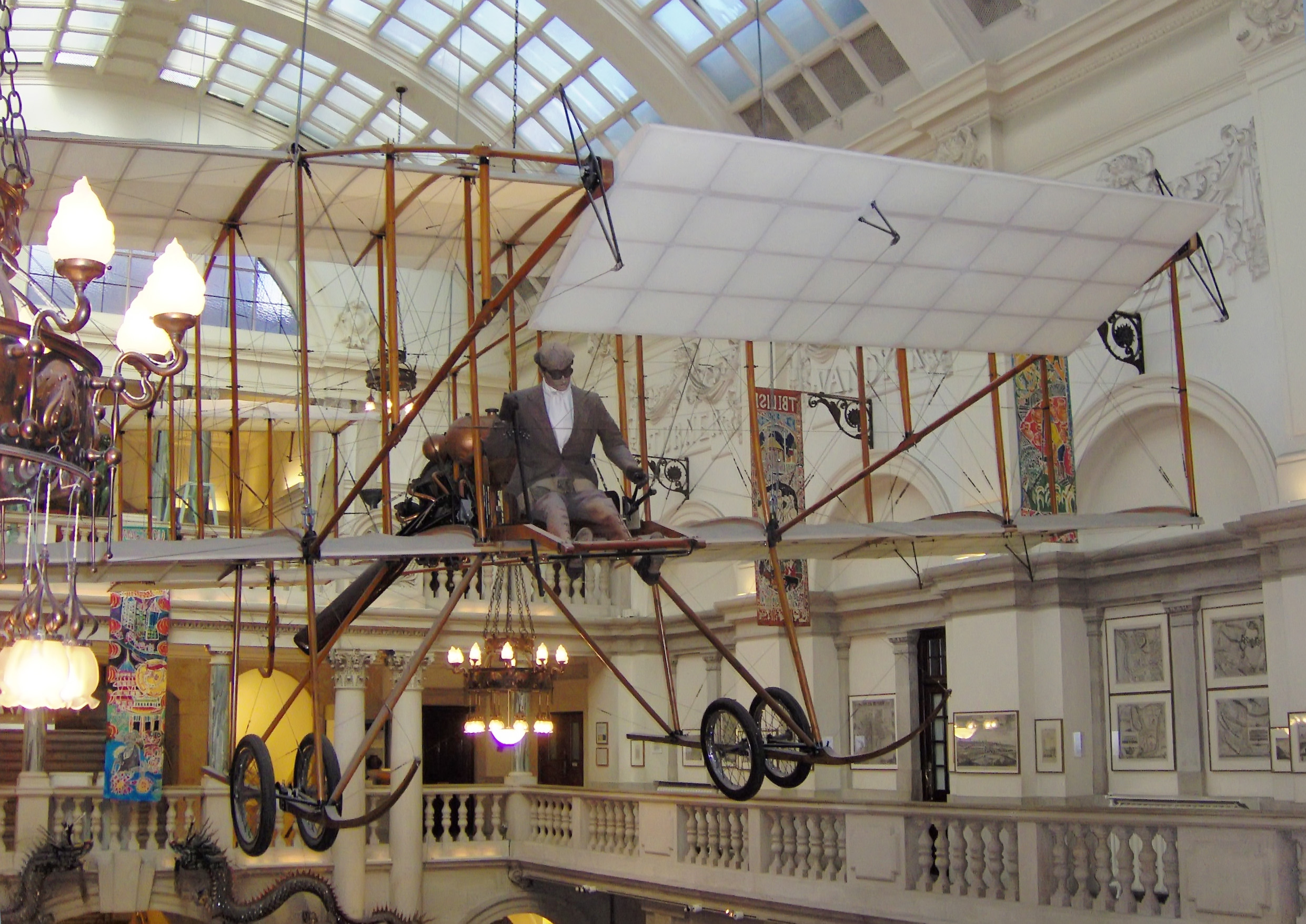
Replica van de Bristol Boxkite. Bristol Museum

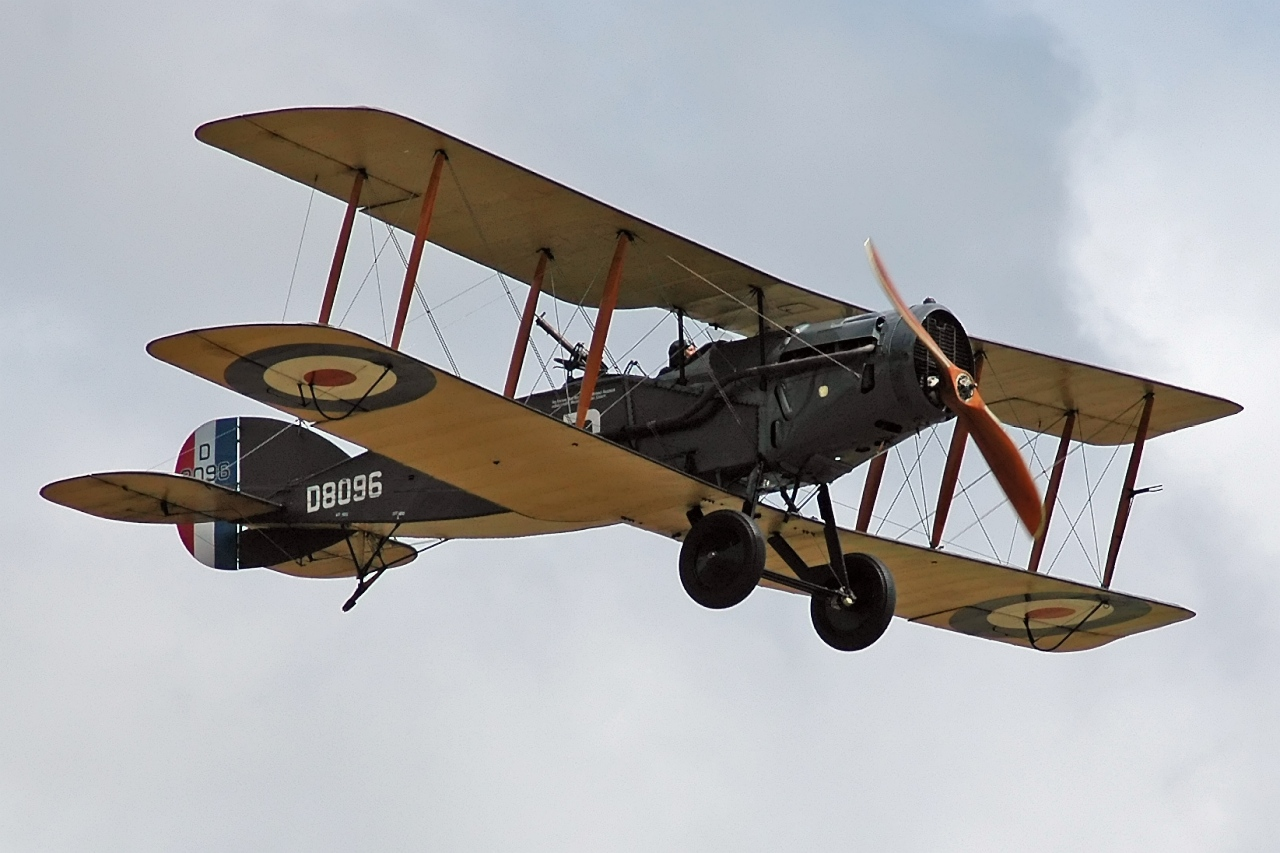
Bristol F.2 Fighter

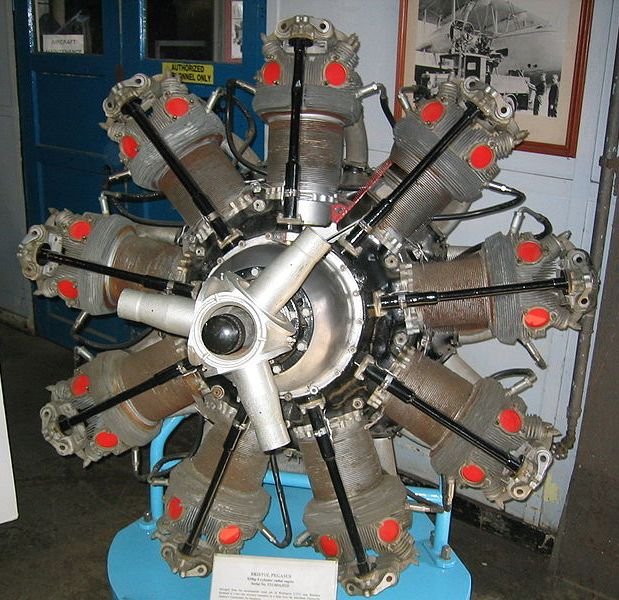
Bristol Pegasus

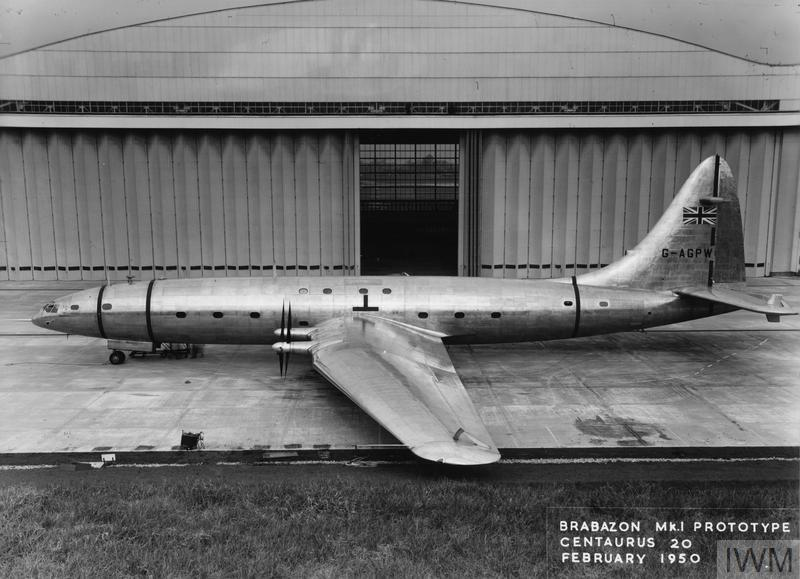
Bristol Brabazon

De Bristol Aeroplane Company (voorheen British and Colonial Aeroplane Company) was een belangrijke Britse vliegtuigfabriek, gevestigd in Filton, een stad iets boven Bristol. Het bedrijf is na diverse overnames en fusies in 1999 opgegaan in BAE Systems.

## Geschiedenis

### Eerste jaren
De British and Colonial Aeroplane Company is in 1910 opgericht door Sir George White (1854–1916), hij was de eigenaar van de Bristol Tramways and Carriage Company. Het eerste vliegtuig was de Zodiac Boxkite, een dubbeldekker van Gabriel Voisin die in een verbeterde versie onder licentie werd gebouwd. Dit model heeft nooit gevlogen, in tegenstelling tot de Bristol Boxkite, het eerste eigen ontwerp. Het werd gebouwd in een voormalige tramremise in Filton. Een maand later werd door het bedrijf een luchtvaartschool opgericht.

### Eerste Wereldoorlog
Aan het begin van de Eerste Wereldoorlog had het bedrijf 200 werknemers in dienst. Vanaf 1916 werd de Bristol F.2 Fighter geproduceerd, het model dat de ruggengraat van de Royal Flying Corps (de latere RAF) vormde. In totaal zijn er zo’n 5300 exemplaren van gemaakt en het toestel bleef in gebruik tot 1931. De Bristol M.1c was een eendekker ook geproduceerd in de oorlog. Er zijn er slechts 130 van gemaakt. Aan het einde van de oorlog had het bedrijf zo'n 3000 werknemers in dienst.
Tussen beide wereldoorlogen werd de naam van het bedrijf gewijzigd in Bristol Aeroplane Company, Limited, overeenkomend met de merknaam Bristol van de vliegtuigen. De overname van de vliegtuigmotorfabrikant en plaatsgenoot Cosmos Engineering Company leidde tot het oprichten van dochteronderneming Bristol Engine Company. Het was zeer succesvol als motorenbouwer. Van het type Bristol Pegasus werden zo'n 32.000 exemplaren gemaakt vanaf 1932. Het werd toegepast bij civiele en militaire vliegtuigen, waaronder de Short Sunderland en de Vickers Wellington, in de jaren dertig en veertig. Het was een doorontwikkeling van de Bristol Mercury en Jupiter motoren. Latere versies hadden een vermogen van 1000 pk bij een cilinderinhoud van 28 liter en gebruik van een supercharger.
De Bristol Bulldog was het meest succesvolle toestel en werd door de RAF veelvuldig gebruikt in de periode van 1931 tot en met 1937. Daarna werd het voor secundaire taken ingezet. Bristol had zelf het initiatief genomen om dit toestel te ontwikkelen en te produceren. Bristol was vrij om de dubbeldekker in het buitenland te verkopen en het werd onder meer verkocht aan Denemarken, Estland, Finland en Australië.
Op 15 juni 1935 werd de Bristol Airplane Company een naamloze vennootschap. Het telde 4200 medewerkers waarvan de meeste actief waren in de motorenfabriek. Het profiteerde van de herbewapening door de Britse regering. De belangrijkste bijdrage van Bristol was toen de lichte bommenwerper Blenheim. Deze kwam in 1937 in dienst bij de RAF.

### Tweede Wereldoorlog
Aan het begin van de Tweede Wereldoorlog was Bristol gegroeid tot de grootste vliegtuigfabriek van de wereld. Gedurende de oorlogsjaren produceerde Bristol vooral militaire vliegtuigen. Het belangrijkste model was de Bristol Beaufighter, een multifunctioneel toestel dat zowel als bommenwerper dienstdeed, alsook als jachtvliegtuig en nachtvlieger.
Tegen het einde van de oorlog kreeg de overheid en het leger meer belangstelling voor de ontwikkeling van helikopters. In antwoord hierop nam de Bristol Aeroplane Company het bedrijf van de Oostenrijkse ontwerper Raoul Hafner over. In 1935 had Hafner al een eerste helikopter gemaakt en hij werd de hoofdontwerper van de Helikopterdivisie. Hij ontwierp de Bristol Sycamore. De eerste vlucht was in september 1947 en het was de eerste Britse helikopter die een certificaat van luchtvaardigheid kreeg.

### Naoorlogse periode
Na de oorlog ging Bristol verder met de productie van helikopters, waaronder de Bristol Belvedere, en vliegtuigen voor de burgerluchtvaart. In 1949 vloog het prototype van de Bristol Brabazon. Het was een van de grootste vliegtuigen ter wereld op dat moment. Het toestel kreeg weinig belangstelling van de overheid en civiele luchtvaartmaatschappijen en het project werd in 1953 geannuleerd. De Bristol Britannia met vier motoren was geschikt voor vluchten over de Atlantische Oceaan. Het ontwikkelingstraject was lang, medio 1949 plaatste BOAC de eerste bestelling, maar de eerste werd pas op 1 februari 1957 in gebruik genomen. Van dit toestel werden 82 exemplaren gebouwd zowel voor het vervoer van passagiers als vracht. Het begon ook met de ontwikkeling van supersonische vliegtuigen. Dat leidde uiteindelijk tot de ontwikkeling van de Concorde.
Een aparte dochteronderneming was Bristol Cars, dat zich bezighield met de ontwikkeling en bouw van luxe personenauto's. De eerste ontwerpen daarvoor waren afkomstig van BMW.
Ook de militaire productie ging verder, onder meer met de ontwikkeling van raketten. Het Bristol Bloodhound-raketsysteem werd vanaf 1958 gebruikt door de RAF en de krijgsmachten van Australië, Singapore, Zweden en Zwitserland.

### Tijdlijn
‎{{
}}

## Fusies en overnames
In 1956 werd het bedrijf gesplitst in Bristol Aircraft en Bristol Aero Engines.
In 1959 leidde overheidsingrijpen tot de fusie van Bristol Aircraft met enkele andere Engelse luchtvaartondernemingen (English Electric, Hunting Aircraft en Vickers-Armstrong), tot de nieuwe British Aircraft Corporation (BAC). Bristol Aero Engines fuseerde met Armstrong Siddeley tot Bristol Siddeley. BAC werd in 1977 genationaliseerd en ging op in British Aerospace, het huidige BAE Systems.
Bristol Siddeley werd in 1966 overgenomen door Rolls-Royce. Rolls-Royce ging door met de ontwikkeling van de Bristol-motoren. Die modellen zijn nog steeds als zodanig herkenbaar aan de naamgeving. Waar de originele Rolls-Royce-luchtvaartmotoren genoemd zijn naar rivieren, hebben de Bristol afstammelingen de namen van helden uit de oude mythologie.
De helikopterdivisie werd in 1960 verkocht aan Westland, het huidige AgustaWestland.
In 1961 werd Bristol Cars uit de boedel overgenomen door voormalig autocoureur Tony Crook en Sir George White, zoon van de oprichter van het bedrijf. Bristol Cars Limited ontwikkelde personenauto's, waarvan de namen afkomstig waren van voorheen geproduceerde Bristol toestellen. In maart 2011 werd bekend dat Bristol Cars failliet was.